# Sint-Annakerk (Borgerhout)

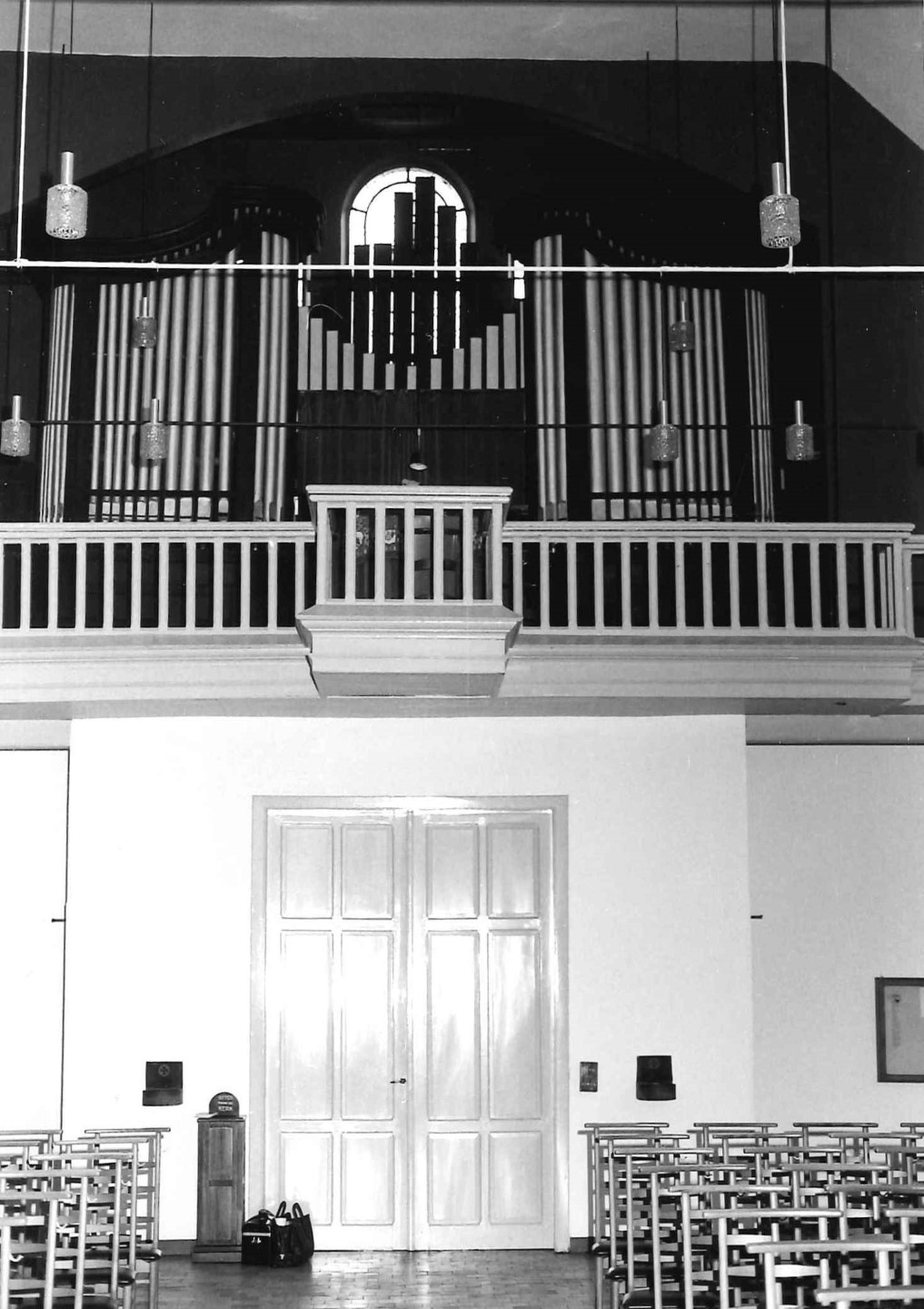
Orgel, Sint-Annakerk

De Sint-Annakerk is een parochiekerk in het tot de gemeente Antwerpen behorende stadsdistrict Borgerhout, gelegen aan de Goedendagstraat 48.
Het kerkje, waarvan de voorgevel in de straatwand is opgenomen, werd omstreeks 1905 gebouwd ten behoeve van de in 1905 opgerichte parochie.
Het kerkje heeft een bakstenen voorgevel, rondbogige vensters en een dakruiter.